# 栗燿
栗燿（1808年—1862年），字仲然，山西渾源州人。清朝政治人物。

## 生平
东河总督栗毓美次子。道光十五年（1835年）举人。道光二十四年（1844年）以父卹廕，特赐甲辰科進士。咸丰三年（1853年），授湖北汉阳府知府。到汉阳赴任时，城池已被太平军攻陷。此时督抚均寄治军中，委托栗燿综理营务。咸丰四年（1854年），跟随大军克复武汉。不久，太平军又大举进攻，省城再次陷落，直到咸丰六年（1856年）方才收复。论功，晋道员。
栗燿以廉洁干练，得到巡抚胡林翼器重，受命管理釐税粮台。咸丰八年（1858年），署任荆宜施道。不久，加按察使衔，授武昌道，仍留署任，兼督钞关。
咸丰十一年（1861年），严防反清军攻打湖北，又尽力抗洪。在荆州四年，政教大行。署任按察使，兼摄布政使。不久，实授湖北按察使。同治元年（1862年），擢湖北布政使，未及履任即卒。《清史稿》有传。
工書畫。

## 延伸阅读
[在维基数据编辑]
 《清史稿·卷434》，出自趙爾巽《清史稿》